# Spinoza (poemat Jerzego Żuławskiego)
Spinoza – poemat młodopolskiego poety Jerzego Żuławskiego. Utwór został napisany strofą sześciowersową, rymowaną abbacc, układaną trzynastozgłoskowcem. Jego bohaterem jest żydowski filozof Baruch Spinoza.
Mędrzec pióro odłożył. Już zakończył księgę,
kędy uczył znać Boga w wszechświecie jednego,
znać przyrodę — i bliźnich — siebie samego:
duchem złych namiętności poskramiać potęgę
i być wolnym, cnotliwym być i bogobojnym,
jak stal twardym a mądrym, w nieszczęściach spokojnym.